# Gerreidae
Las mojarras (Gerreidae) son una familia de peces incluida en el orden Perciformes. Se distribuyen por la mayoría de los mares tropicales, en estuarios ocasionalmente, y son raras las especies de agua dulce. Muchas veces son confundidas con las tilapias (familia Cichlidae)
Pez marino de unos 40 cm de longitud, color oscuro con manchas negras, cuerpo oval, alto y comprimido, y boca protráctil armada de dientes fuertes y afilados; habita en el Atlántico y el Mediterráneo; su carne es comestible.
Son pequeños peces plateados que presentan una boca muy protráctil, con una cabeza escamosa pero de suave superficie superior, aletas dorsal y anal con una vaina de escamas en la base, membrana de las branquias no unidas al istmo, 24 vértebras y cola profundamente ahorquillada. Longitud máxima de 35 cm, alcanzada en la especie Gerres filamentosus.
Se alimentan desenterrando invertebrados bentónicos de la arena, la mayoría de las especies viven en bancos en las zonas costeras. Son pescados para su uso como fuente de alimento, aunque también se usan como carnada para la pesca en muchas partes del Caribe.

## Géneros
Existen seis géneros:
- Diapterus (Ranzani, 1842) - Mojarras de espinas largas.
- Eucinostomus (Baird y Girard en Baird, 1855) - Mojarras y Mojarritas.
- Eugerres (Jordan y Evermann, 1927)
- Gerres (Quoy y Gaimard, 1824) - Mojarras de aleta amarilla.
- Parequula (Steindachner, 1879)
- Pentaprion (Bleeker, 1850)